# Церква Воздвиження Чесного Хреста (Бурштин)
Церква Воздвиження Чесного Хреста — культова споруда, греко-католицький храм у місті Бурштин.

## Історія
Першу деревяну церкву в Бурштині спорудили ще в XVI ст. у східній частині містечка на майдані Пріска (сьогодні затоплено водами Бурштинського водосховища).
Про перші роки греко-католицького храму на сучасному місці відомо мало. Дерев'яний храм збудували, ймовірно, у 1746 році коштами місцевого дідича, Павла Беное. Навколо храму розміщувався цвинтар, на якому цісарським рескриптом наприкінці XVIII ст. ховати покійників було заборонено. Дерев'яний храм простояв на тому місці до початку ХІХ ст., остання згадка про нього датується 1820 роком.
Точна дата будівництва кам'яного храму Воздвиження чесного хреста довгий час була невідомою. Лише у 2002 році під час реконструкції церкви будівельники виявили документ, на якому зазначалося, що муровану церкву спорудили в 1824 році коштом коронного підкоморія та королівського сокольничого Галичини, графа Ігнація Скарбека.
Греко-католицькому храму Бурштина належали значні землі, якими його було наділено ще у XVIII ст. На 1886 рік церкві належало 67 моргів поля і 64 морги сіножатей. На 1896 р. кількість поля збільшилося ще на 8 моргів. У 1904 р. в розпорядження місцевих священиків надано ще 444 сажні городу. З 1926 по 1939 роки церква отримувала по півсотні злотих за сіножать яку пожертвував храмові один із бурштинців. На 1939 р. церква мала 30 га поля, 1 га лісу, 11 га сіножатей, 96 арів городу і 2 ари пасовищ. До того ж парохи мали право безплатного помолу зерна в млинах бурштинських дідичів.
Протягом ХІХ ст. церква не зазнала ніяких ушкоджень, попри те, що в той час у місті часто траплялись пожежі. Частково був охоплений вогнем храм лише напередодні Першої світової війни — 25 червня 1914 року, коли знову горіла значна частина міста. Проте полум'я вдалось швидко погасити.
1912 року у храмі на честь сторіччя з дня народження галицького просвітителя Маркіяна Шашкевича було встановлено пам'ятну меморіальну дошку з чорного мармуру. З написом на ній:
|  | Воскресителеви Народного письменства Маркіянови Шашкевичеви 1810 — 1843 В столітні уродини Бурштинщина |

У 1914—1916 роках Бурштин, і зокрема район навколо храму зазнав значних руйнувань внаслідок бойових Першої Світової. В першу чергу через бомбардування міста російською артилерією. Більшість будинків, в тому числі палац Скарбеків були знищені або серйозно пошкоджені. Однак греко-католицькій церкві вдалось встояти протягом всієї війни не зазнавши значних руйнацій.
У 1932 році до чергової річниці Листопадового національно-визвольного повстання у Львові за ініціативою місцевого священника Богдана Їжака в церкві було насипано могилу січовим стрільцям, біля якої відбулася панахида й мітинг. Такі дії отця викликали різку реакцію з боку польської влади та католиків. Після чого місцеві польська та єврейська громади добились переведення отця Богдана на іншу парафію.
1946 року бурштинська греко-католицька парафія разом з усіма галицькими парафіями УГКЦ увійшли під тиском радянської влади до складу Російської православної церкви, унія була ліквідована. У 1961 році у храмі відбувалась державна перевірка на наявність католицького інвентаря. Усе греко-католицьке начиння, книги й образи були складені в допоміжному приміщенні. Через три роки після перевірки 23 одиниць культового інвентаря греко-католицького обряду вивезено на склад при Станиславівській катедральній церкві.

## Сучасний стан
Після проголошення Україною незалежності й виходу УГКЦ з підпілля у храмі Воздвиження Чесного Хреста церковне життя відновилось з ще більшою силою. Оскільки на той час місто значно розрослось у порівнянні з довоєнними роками, старий храм не вміщував усіх парафіян, тому вже у 1992 році почалось будівництво нового храму — Церкви всіх святих і священомученика Йосафата, який розмістили біля нової частини міста на вул. С. Бандери.
У 2001—2002 роках за ініціативи отця М. Рожка в церкві провели ремонт та реконструкцію. Також у першій половині 2000-х років з тилової сторони до храму прибудували приміщення для господарських потреб, поруч збудували капличку й поставили фонтан.